# Municipio de Washington (condado de Cass, Indiana)
El municipio de Washington (en inglés: Washington Township) es un municipio ubicado en el condado de Cass en el estado estadounidense de Indiana. En el año 2010 tenía una población de 1608 habitantes y una densidad poblacional de 17,56 personas por km².

## Geografía
Según la Oficina del Censo de los Estados Unidos, tiene una superficie total de 91.58 km², de la cual 91.08 km² corresponden a tierra firme y (0.55%) 0.5 km² es agua.

## Demografía
Según el censo de 2010, había 1608 personas residiendo. La densidad de población era de 17,56 hab./km². De los 1608 habitantes, estaba compuesto por el 89.37% blancos, el 0.44% eran afroamericanos, el 0.19% eran amerindios, el 1.37% eran asiáticos, el 0.31% eran isleños del Pacífico, el 7.52% eran de otras razas y el 0.81% pertenecían a dos o más razas. Del total de la población el 12.19% eran hispanos o latinos de cualquier raza.